# Freixo (Ponte de Lima)

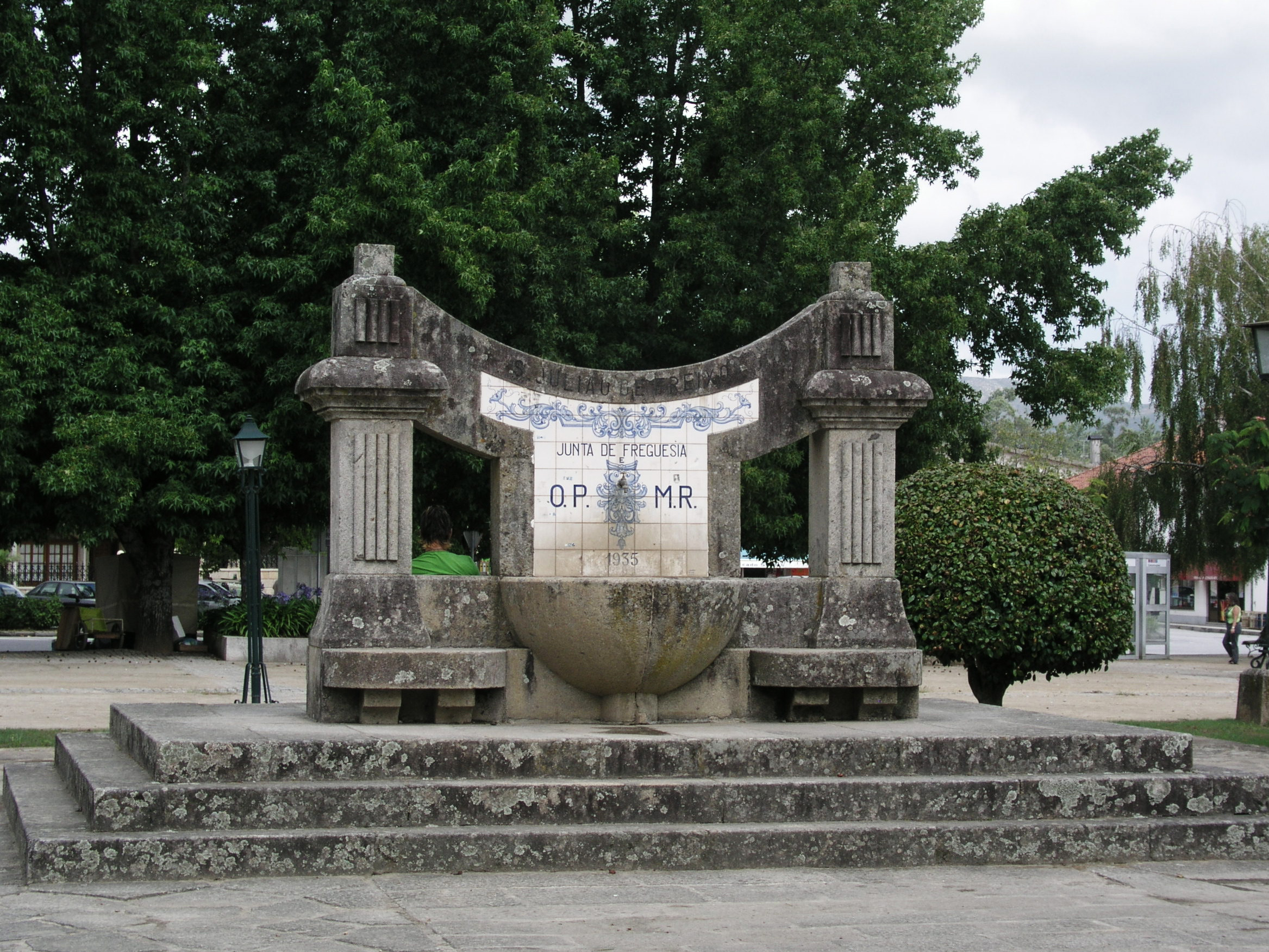
Brunnen von Freixo

Freixo ist ein Ort und eine ehemalige Gemeinde (Freguesia) im nordportugiesischen Kreis Ponte de Lima der Unterregion Minho-Lima.
 Die Gemeinde hatte 1214 Einwohner (Stand 30. Juni 2011).
Am 29. September 2013 wurden die Gemeinden Freixo, Mato und Ardegão zur neuen Gemeinde Ardegão, Freixo e Mato zusammengeschlossen. Freixo ist Sitz dieser neu gebildeten Gemeinde.

## Bauwerke
- Castelo de Curutelo
- Pfarrkirche von Freixo
- Pelourinho Senhor dos Aflitos
- Kapelle São Cristóvão
- Kapelle São Sebastião